# Har Nittay
Har Nittay (hebreiska: הר נתאי) är ett berg i Israel.   Det ligger i distriktet Norra distriktet, i den norra delen av landet. Toppen på Har Nittay är 91 meter över havet.
Terrängen runt Har Nittay är huvudsakligen kuperad, men österut är den platt. Terrängen runt Har Nittay sluttar österut. Närmaste större samhälle är Tiberias, 5,6 km sydost om Har Nittay. Trakten runt Har Nittay består till största delen av jordbruksmark.